# Gran Premio d'Argentina 1957
Il Gran Premio d'Argentina 1957 fu la prima gara della stagione 1957 del Campionato mondiale di Formula 1, disputata il 13 gennaio sul Circuito di Buenos Aires.
La manifestazione vide il trionfo della Maserati, con la vittoria del campione del mondo in carica Juan Manuel Fangio, seguito da Jean Behra e dalla coppia Carlos Menditeguy-Harry Schell, tutti sulla vettura italiana.

## Qualifiche
| Pos | N° | Pilota                | Auto          | Squadra                   | Tempo  | Distacco |
| --- | -- | --------------------- | ------------- | ------------------------- | ------ | -------- |
| 1   | 4  | Stirling Moss         | Maserati 250F | Officine Alfieri Maserati | 1:42.6 | -        |
| 2   | 2  | Juan Manuel Fangio    | Maserati 250F | Officine Alfieri Maserati | 1:43.7 | +1.1     |
| 3   | 6  | Jean Behra            | Maserati 250F | Officine Alfieri Maserati | 1:44.0 | +1.4     |
| 4   | 14 | Eugenio Castellotti   | Ferrari 801   | Scuderia Ferrari          | 1:44.2 | +1.6     |
| 5   | 10 | Peter Collins         | Ferrari 801   | Scuderia Ferrari          | 1:44.6 | +2.0     |
| 6   | 12 | Luigi Musso           | Ferrari 801   | Scuderia Ferrari          | 1:44.8 | +2.2     |
| 7   | 16 | Mike Hawthorn         | Ferrari 801   | Scuderia Ferrari          | 1:44.8 | +2.2     |
| 8   | 8  | Carlos Menditeguy     | Maserati 250F | Officine Alfieri Maserati | 1:45.1 | +2.5     |
| 9   | 22 | Harry Schell          | Maserati 250F | Scuderia Centro Sud       | 1:46.4 | +3.8     |
| 10  | 20 | José Froilán González | Ferrari 801   | Scuderia Ferrari          | 1:46.8 | +4.2     |
| 11  | 18 | Cesare Perdisa        | Ferrari 801   | Scuderia Ferrari          | 1:48.6 | +6.0     |
| 12  | 26 | Alejandro de Tomaso   | Ferrari 500   | Scuderia Centro Sud       | 1:56.1 | +13.5    |
| 13  | 24 | Jo Bonnier            | Maserati 250F | Scuderia Centro Sud       | 1:58.2 | +15.6    |
| 14  | 28 | Luigi Piotti          | Maserati 250F | Privato                   | 1:58.2 | +15.6    |

## Gara
| Pos | N° | Pilota                                          | Auto     | Giri | Tempo/Causa Ritiro | Pos. griglia | Punti |
| --- | -- | ----------------------------------------------- | -------- | ---- | ------------------ | ------------ | ----- |
| 1   | 2  | Juan Manuel Fangio                              | Maserati | 100  | 3:00:55.9          | 2            | 8     |
| 2   | 6  | Jean Behra                                      | Maserati | 100  | +18.3 secondi      | 3            | 6     |
| 3   | 8  | Carlos Menditeguy                               | Maserati | 99   | +1 Giro            | 8            | 4     |
| 4   | 22 | Harry Schell                                    | Maserati | 98   | +2 Giri            | 9            | 3     |
| 5   | 20 | Alfonso de Portago José Froilán González        | Ferrari  | 98   | +2 Giri            | 10           | 1     |
| 6   | 18 | Cesare Perdisa Peter Collins Wolfgang von Trips | Ferrari  | 98   | +2 Giri            | 11           |       |
| 7   | 24 | Jo Bonnier                                      | Maserati | 95   | +5 Giri            | 13           |       |
| 8   | 4  | Stirling Moss                                   | Maserati | 93   | +7 Giri            | 1            | 1     |
| 9   | 26 | Alejandro de Tomaso                             | Ferrari  | 91   | +9 Giri            | 12           |       |
| 10  | 28 | Luigi Piotti                                    | Maserati | 90   | +10 Giri           | 14           |       |
| Ret | 14 | Eugenio Castellotti                             | Ferrari  | 75   | Ruota              | 4            |       |
| Ret | 16 | Mike Hawthorn                                   | Ferrari  | 35   | Frizione           | 7            |       |
| Ret | 12 | Luigi Musso                                     | Ferrari  | 31   | Frizione           | 6            |       |
| Ret | 10 | Peter Collins                                   | Ferrari  | 26   | Frizione           | 5            |       |

## Statistiche

### Piloti
- 21ª vittoria per Juan Manuel Fangio
- 1° e unico podio per Carlos Menditeguy
- 30° podio per Juan Manuel Fangio
- 1º Gran Premio per Alejandro de Tomaso
- Ultimo Gran Premio per Eugenio Castellotti, Cesare Perdisa e Alfonso de Portago

### Costruttori
- 6° vittoria per la Maserati
- 30° podio per la Maserati
- 50º Gran Premio per la Ferrari

### Motori
- 6ª vittoria per il motore Maserati
- 30° podio per il motore Maserati
- 50º Gran Premio per il motore Ferrari

### Giri al comando
- Jean Behra (1-2, 9-12, 81, 84)
- Eugenio Castellotti (3-8)
- Peter Collins (13-25)
- Juan Manuel Fangio (26-80, 82-83, 85-100)

## Classifica Mondiale
| Pos | Pilota                | Punti |
| --- | --------------------- | ----- |
| 1   | Juan Manuel Fangio    | 8     |
| 2   | Jean Behra            | 6     |
| 3   | Carlos Menditeguy     | 4     |
| 4   | Harry Schell          | 3     |
| 5   | José Froilán González | 1     |
|     | Alfonso de Portago    | 1     |
|     | Stirling Moss         | 1     |